# GoldSrc
GoldSrc, o Goldsource, es el retrónimo usado internamente por la empresa Valve Corporation para referirse a las grandes modificaciones hechas al motor de juego Quake engine para potenciar su videojuego de acción en primera persona de ciencia ficción, llamado Half-Life, que se lanzó en el 11 de agosto de 1998. 

## Características
GoldSrc es una versión modificada del código del motor QuakeWorld, que a su vez es un desarrollo posterior del motor Quake engine. 
Algunos arreglos menores del motor id Tech 2 fueron incorporados cuando se desarrolló. GoldSrc está disponible para renderizar en dos APIs gráficas distintas: OpenGL y Direct3D. El sucesor del motor GoldSrc es el motor Source, el cual debutó en Counter Strike: Source y Half-Life: Source.

## Historia del nombre
Cuando el motor no tenía un nombre oficial, en los meses antes de su lanzamiento en Half-Life, muchas revistas de internet habían descrito que el motor se había basado en el "Quake Unified Techology" (Tecnología Unificada Quake).
Erik Johnson explicó el origen del nombre del GoldSrc en la Valve Developer Community:

Cuando estábamos a punto de hacer el lanzamiento del Half-Life (menos de una semana, mas o menos), nos encontramos con que todavía nos quedaban algunos proyectos en los que necesitábamos comenzar a trabajar, pero no podíamos correr el riesgo de controlar el código de envío de la versión del juego. En ese punto bifurcamos el código en Microsoft Visual SourceSafe a ser $/Goldsrc y /$Src. 

A los pocos años, usamos esos términos internamente como "Goldsource" y "Source". La rama del codigo a la que se refiere como "Goldsrc" es la que está actualmente liberada, y "Src" se refiere a la siguiente tecnología en la que estaban trabajando aún más. Cuando se mostró el Half-Life 2 por primera vez en el E3, fue parte de nuestra comunicación interna para referirse al motor Source contra el motor Goldsource, y así quedaron los dos nombres pegados.
Erik Johnson, en una comunidad de Valve Software

## Juegos licenciados que usan GoldSrc
| Año  | Título                                        | Desarrollador                                             | Editor                       | Plataformas                                                   |
| ---- | --------------------------------------------- | --------------------------------------------------------- | ---------------------------- | ------------------------------------------------------------- |
| 1998 | Half-Life                                     | Valve                                                     | Sierra Entertainment, Valve  | Microsoft Windows, MacOS, Playstation2, Dreamcast (Cancelado) |
| 1999 | Half-Life: Opposing Force                     | Gearbox, Valve                                            | Sierra Entertainment, Valve  | Microsoft Windows, MacOS                                      |
| 1999 | Team Fortress Classic                         | Valve                                                     | Valve, Sierra Entertainment  | Microsoft Windows, MacOS                                      |
| 1999 | Sven Co-op                                    | Sven Co-op team                                           | Sven Co-op team              | Microsoft Windows                                             |
| 2000 | Counter-Strike                                | Valve                                                     | Sierra Entertainment         | Microsoft Windows, MacOS                                      |
| 2000 | Gunman Chronicles                             | Rewolf Entertainment                                      | Sierra Entertainment         | Microsoft Windows                                             |
| 2000 | Ricochet                                      | Valve                                                     | Valve                        | Microsoft Windows, MacOS                                      |
| 2001 | Deathmatch Classic                            | Valve                                                     | Valve                        | Microsoft Windows, MacOS                                      |
| 2001 | Half-Life: Blue Shift                         | Gearbox, Valve                                            | Sierra Entertainment, Valve  | Microsoft Windows, MacOS, Dreamcast (Cancelado)               |
| 2001 | Half-Life: Decay                              | Gearbox                                                   | Sierra Entertainment         | Playstation2, Microsoft Windows (No oficial)                  |
| 2001 | Wanted!                                       | Maverick Developments                                     | Maverick Developments        | Microsoft Windows                                             |
| 2002 | James Bond 007: Nightfire                     | Eurocom, Gearbox                                          | Electronic Arts              | Microsoft Windows                                             |
| 2002 | Natural Selection                             | Unknown Worlds Entertainment                              | Unknown Worlds Entertainment | Microsoft Windows                                             |
| 2003 | Day of Defeat                                 | Valve                                                     | Activision, Valve            | Microsoft Windows, MacOS                                      |
| 2003 | Counter-Strike (Xbox)                         | Valve, Ritual Entertainment, Turtle Rock Studios          | Xbox Game Studios            | Xbox                                                          |
| 2003 | Counter-Strike Neo                            | Namco                                                     | Namco                        | Arcade                                                        |
| 2004 | Counter-Strike: Condition Zero                | Valve, Ritual Entertainment, Gearbox, Turtle Rock Studios | Sierra Entertainment, Valve  | Microsoft Windows, MacOS                                      |
| 2004 | Counter-Strike: Condition Zero Deleted Scenes | Valve, Ritual Entertainment, Gearbox, Turtle Rock Studios | Sierra Entertainment, Valve  | Microsoft Windows, MacOS                                      |
| 2007 | Paranoia                                      | Paranoia Team                                             | Paranoia Team                | Playstation2, Microsoft Windows                               |
| 2008 | Counter-Strike Online                         | Valve, Nexon                                              | Nexon                        | Microsoft Windows                                             |
| 2013 | Cry of Fear                                   | Team Psykskallar                                          | Team Psykskallar             | Microsoft Windows                                             |
| 2014 | Counter-Strike Nexon: Studio                  | Valve, Nexon                                              | Nexon                        | Microsoft Windows                                             |